# Grzegorz Pietruczuk
Grzegorz Jarosław Pietruczuk (ur. 1 czerwca 1977 w Warszawie) – polski samorządowiec, politolog, od 2018 burmistrz dzielnicy Bielany. Przewodniczący warszawskiego stowarzyszenia Razem dla Bielan.

## Życiorys
Urodził się 1 czerwca 1977 w Warszawie. Ukończył stołeczne LO im. Kazimierza Pułaskiego oraz studia politologiczne na Uniwersytecie Warszawskim.
W latach 1998–2002 był radnym gminy Warszawa-Bielany wybranym z listy Sojuszu Lewicy Demokratycznej. Od 2000 do 2004 był przewodniczącym Sojuszu Młodej Lewicy. Od 2004 do 2008 roku był pierwszym przewodniczącym Federacji Młodych Socjaldemokratów. W latach 2004–2005 szef gabinetu politycznego Ministra Spraw Wewnętrznych i Administracji Ryszarda Kalisza.
W 2007 roku wystartował w wyborach do Sejmu z list Lewica i Demokraci (z 5 miejsca w okręgu wyborczym nr 19); zdobył 627 głosów, nie otrzymując mandatu. W 2010 kandydował do Sejmiku Mazowieckiego z list Sojuszu Lewicy Demokratycznej. Startował z 1 miejsca w okręgu wyborczym nr 2 (Warszawa), zdobył 14314 głosów, uzyskując mandat. Został następnie wybrany szefem radnych klubu SLD. W czasie kadencji był krytykiem rządów marszałka województwa Adama Struzika. Po słabym wyniku Magdaleny Ogórek w wyborach prezydenckich w roku 2015 był jednym z sygnatariuszy listu wzywającego do ustąpienia z funkcji przewodniczącego Leszka Millera.
W 2016 roku opuścił Sojusz Lewicy Demokratycznej; była to reakcja na wybór Włodzimierza Czarzastego na funkcję przewodniczącego. Następnie współtworzył stowarzyszenie Inicjatywa Polska z Barbarą Nowacką, które opuścił razem z Paulina Piechną-Więckiewicz na skutek decyzji o dołączeniu do Koalicji Obywatelskiej.
W Wyborach samorządowych w roku 2018 stworzone przez niego stowarzyszenie Razem dla Bielan osiągnęło wynik 31,80% wprowadzając 9 radnych do rady dzielnicy. Zdobył 2418 głosów, uzyskując mandat radnego. Następnie został wybrany na stanowisko burmistrza dzielnicy. W 2019 wszedł w skład rady nadzorczej spółki Szybka Kolej Miejska w Warszawie. Zaangażował się następnie w budowę nowej partii politycznej Wiosna, gdzie został koordynatorem odpowiedzialnym za tworzenie struktur w Polsce centralnej oraz ekspertem od spraw samorządu. W 2021 roku przystąpił do Nowej Lewicy W 2022 roku w konkursie dziennika Super Express zdobył tytuł burmistrza roku. W styczniu 2023 roku został nagrodzony wyróżnieniem Progressive Person of the Year nadawaną przez Fundacje Europejskich Studiów Progresywnych wcześniej tę nagrodę otrzymywała m.in. premierka Finlandii Sanna Marin.
Ponownie startował w wyborach do Rady Dzielnicy podczas Wyborów samorządowych w roku 2024 i zdobył 3 633 głosów, uzyskując mandat radnego.  Komitet stowarzyszenia Razem dla Bielan osiągnął wynik 40,17% i wprowadził 11 radnych do Rady Dzielnicy będąc tym samym jedynym komitetem lokalnym, który pokonał w Warszawie Platformę Obywatelską. 26 maja 2025 roku Prezydent Andrzej Duda odznaczył go Złotym Krzyżem Zasługi.